# Kamieniczka (dopływ Kamienicy)
Kamieniczka (niem. Neu-Kemnnitz, Langwasser) – potok w południowo-zachodniej Polsce, w woj. dolnośląskim, na Pogórzu Izerskim, lewy dopływ Kamienicy, długość 5,6 km, źródła na wysokości ok. 450 m n.p.m., ujście – ok. 355 m n.p.m.

## Opis
Źródła znajdują się na wschód od wsi Kłopotnica, na pograniczu Przedgórza Rębiszowskiego i Obniżenia Starej Kamienicy, na Pogórzu Izerskim. Powstaje z połączenia kilku bezimiennych potoków. Płynie w kierunku południowo-wschodnim przez łąki. W górnej części Nowej Kamienicy przyjmuje z prawej strony najpierw Ładę, a później Jaroszycki Potok. We wsi skręca na północny wschód, a po jej opuszczeniu, na wschód. Uchodzi do Kamienicy między Starą Kamienicą a Barcinkiem.